# Patrobus
Patrobus is een geslacht van kevers uit de familie van de loopkevers (Carabidae). De wetenschappelijke naam van het geslacht is voor het eerst geldig gepubliceerd in 1821 door Dejean.

## Soorten
Het geslacht Patrobus omvat de volgende soorten:
- Patrobus assimilis Chaudoir, 1844
- Patrobus atrorufus (Stroem, 1768)
- Patrobus australis J.Sahlberg, 1875
- Patrobus cinctus Motschulsky, 1860
- Patrobus fossifrons (Eschscholtz, 1823)
- Patrobus foveocollis (Eschscholtz, 1823)
- Patrobus lecontei Chaudoir, 1871
- Patrobus longicornis (Say, 1823)
- Patrobus obliteratus Gebler, 1848
- Patrobus platophthalmus Iablokoff-Khnzorian, 1970
- Patrobus quadricollis L.Miller, 1868
- Patrobus roubali Maran, 1933
- Patrobus septentrionis Dejean, 1828
- Patrobus stygicus Chaudoir, 1871
- Patrobus styriacus Chaudoir, 1871
- Patrobus teresae J. & E.Vives, 2003